# Горькая Балка (Новопокровский район)
Го́рькая Ба́лка — село в Новопокровском районе Краснодарского края.
Административный центр Горькобалковского сельского поселения.

## Население
| 1873 | 1909 | 1926 |
| ---- | ---- | ---- |
| 1801 | 3892 | 3892 |

| 1883 | 2002  | 2010  |
| ---- | ----- | ----- |
| 1928 | ↗2552 | ↘2234 |

## Улицы
| - ул. Заречная, - ул. Гагарина, - ул. Гаражная, - ул. Коммунаров, - ул. Красная, - ул. Кубанская, | - ул. Мира, - ул. Некрасова, - ул. Октябрьская, - ул. Первомайская, - пер. Полевой - ул. Почтовая, | - ул. Пушкина, - ул. Родниковская, - ул. Северная, - ул. Советская, - пер. Степной, - ул. Титова, | - пер. Тихорецкий, - ул. Украинская, - ул. Упорная, - ул. Чапаева, - ул. Шевченко, - ул. Школьная. |

## Известные уроженцы
- Горишний, Дмитрий Павлович (1918—2006) — советский военнослужащий, старший сержант, Герой Советского Союза.
- Кулишов, Владимир Иванович (1942—2009) — советский и российский живописец и искусствовед. Заслуженный работник культуры РСФСР.